# Brectouville
Brectouville est une ancienne commune française, située dans le département de la Manche et dans la région de Normandie, devenue le 1er janvier 2016 une commune déléguée au sein de la commune nouvelle de Torigny-les-Villes.
Elle est peuplée de 154 habitants.

## Géographie
La commune est en Pays saint-lois, dans le Bocage normand. Son bourg est à 4 km à l'ouest de Torigni-sur-Vire, à 7,5 km au nord-est de Tessy-sur-Vire et à 14 km au sud-est de Saint-Lô.
Le point culminant (136 / 137 m) se situe en limite sud-est, près de la route en direction de Giéville. Le point le plus bas (29 m) correspond à la sortie de la Vire du territoire, au nord-ouest. La commune est bocagère.
Les principaux lieux-dits sont, du nord au nord-ouest, dans le sens horaire, Brectouville, Bérigny, le Presbytère, la Hourie, le Clos Neuf, les Fosses, la Loge, les Ruettes, Bellevue, la Févrerie, la Tostainerie, les Monts, le Val de Vire, Hébert, Carville, le Coudray et le Bois.
| Condé-sur-Vire (comm. dél.) (comm. nouv. de Condé-sur-Vire) | Condé-sur-Vire (comm. dél.) (comm. nouv. de Condé-sur-Vire) | Condé-sur-Vire (comm. dél., comm. nouv. de Condé-sur-Vire), Torigni-sur-Vire (comm. nouv. de Torigny-les-Villes, par un angle) |
| Troisgots (comm. nouv. de Condé-sur-Vire)                   | Brectouville                                                | Giéville (comm. nouv. de Torigny-les-Villes)                                                                                   |
| Domjean                                                     | Domjean                                                     | Giéville (comm. nouv. de Torigny-les-Villes)                                                                                   |

## Toponymie
Le nom de la localité est attesté en 1159 sous la forme latinisée Britecolvilla.
Il s'agit d'une formation toponymique médiévale en -ville « domaine rural » (élément issu du gallo-roman VILLA « domaine rural »). Le premier élément Brectou- représente l'anthroponyme (nom de personne) d'origine anglo-scandinave Bretecol, anglicisation du nom scandinave hypothétique *Bretakollr, d'où le sens global de « le domaine rural de Bretecol ».
Ce dernier nom est attesté en Angleterre vers 1050. Le nom scandinave *Bretakollr postulé par la forme anglo-saxonne n'est en fait attesté nulle part, quoique François de Beaurepaire et à sa suite René Lepelley le citent témérairement sans astérisque.
Ce nom scandinave, non attesté mais tout à fait plausible, est issu de la combinaison des éléments Breta-, génitif pluriel de Bretar « les (Grand)-Bretons », c'est-à-dire ici « les Gallois », et -kollr, identique à l'ancien islandais kollr « tête, crâne rasé », et par extension « homme ».
Le gentilé est Brectouvillais.

### Microtoponymie
Le nom du hameau de Bérigny est un toponyme gallo-roman tardif probablement formé sur l'anthroponyme germanique Berin, diminutif de Bero : gallo-roman °BERINIACU, « la propriété de Berin ».
Le nom du hameau de Carville est un toponyme médiéval précoce formé sur l'anthroponyme scandinave Kari, soit « le domaine rural de Kari ».
Dans le nom du hameau du Clos Neuf, clos a le sens normand de « champ ou prairie fermé ».
Le nom du hameau du Coudray est issu de l'ancien français de l'Ouest coldrei « bois de noisetiers » (coudre signifie « noisetier » en normand); ce nom est issu du latin tardif coldretum.
Les hameaux en X-erie, X-ère ou (les) X sont des structures récentes (médiévales, ou plus tardives encore). À l'origine, ils désignent la ferme ou la propriété de la famille X : la Hourie, la ferme / le domaine des Houre ; la Févrerie, la ferme des Fèvre ou Lefèvre; la Tostainerie, la ferme des Tostain ; Hébert, la ferme des Hébert, etc.

## Histoire
En 1640, le « fief, terre et sieurye de Brectouville » (vicomté de Bayeux, grand bailliage de Caen) appartiennent à monseigneur de Matignon, François Goyon (1607-1675), comte de Thorigny, lieutenant-général des Armées du roi.
Le 1er janvier 2016, Brectouville intègre avec trois autres communes la commune de Torigny-les-Villes créée sous le régime juridique des communes nouvelles instauré par la loi no 2010-1563 du 16 décembre 2010 de réforme des collectivités territoriales. Les communes de Brectouville, Giéville, Guilberville et Torigni-sur-Vire deviennent des communes déléguées et Torigni-sur-Vire est le chef-lieu de la commune nouvelle.

## Politique et administration

### Circonscriptions administratives avant la Révolution
- Généralité : Caen.
- Élection : Élection de Bayeux (1612/1636, 1677), puis Saint-Lô (1713).
- Sergenterie : Thorigny.

### Les maires
| Période                                  | Période       | Identité                    | Étiquette | Qualité               |
| ---------------------------------------- | ------------- | --------------------------- | --------- | --------------------- |
| 1790                                     | 1793          | Robert Beaufils             |           |                       |
| 1793                                     | 1793          | Nicolas François Le Pégoise |           |                       |
| 1793                                     | 1795…         | Michel Lemercere            |           |                       |
| 1797                                     | 1815          | Robert Beaufils             |           |                       |
| 1815                                     | 1824          | Jean Lemercere              |           |                       |
| 1824                                     | 1826          | Auguste Degâallon           |           |                       |
| 1826                                     | 1830          | Thomas Mette-Deslandes      |           |                       |
| 1830                                     | 1862          | Jean-Baptiste Beaufils      |           |                       |
| 1862                                     | 1863          | Auguste Lemelletier         |           |                       |
| 1863                                     | 1868          | François Adeline            |           |                       |
| 1868                                     | 1872          | Jacques Lepringard          |           |                       |
| 1872                                     | 1877          | Jean Suzanne                |           |                       |
| 1877                                     | 1882          | Jacques Lepringard          |           |                       |
| 1882                                     | 1884          | Robert Lepellerin           |           |                       |
| 1884                                     | 1906          | Louis Lepringard            |           |                       |
| 1906                                     | 1908          | Rémy Gilette                |           |                       |
| 1908                                     | 1929          | Jules Mazeline              |           |                       |
| 1929                                     | 1944          | Jules Mauger                |           |                       |
| 1944                                     | 1944          | Jules Leroquais             |           |                       |
| 1944                                     | 1946          |                             |           |                       |
| 1946                                     | 1953          | Jules Leroquais             |           |                       |
| 1953                                     | 1977          | Fernand Mette               |           |                       |
| 1977                                     | 1979          | Camille Gesnouin-Duhamel    |           |                       |
| 1979                                     | mars 2001     | Joseph Marie                |           |                       |
| mars 2001                                | mars 2014     | Philippe Compère            | SE        | Professeur des écoles |
| mars 2014                                | décembre 2015 | Christine Lesouef           | SE        | Retraitée             |
| Les données manquantes sont à compléter. |               |                             |           |                       |

Le conseil municipal était composé de onze membres dont le maire et deux adjoints. Ces conseillers intègrent au complet le conseil municipal de Torigny-les-Villes le 1er janvier 2016 jusqu'en 2020 et Christine Lesouef devient maire délégué.
| Période      | Période  | Identité          | Étiquette | Qualité   |
| ------------ | -------- | ----------------- | --------- | --------- |
| janvier 2016 | mai 2020 | Christine Lesouef | SE        | Retraitée |
| mai 2020     | En cours | Guylaine Fleury   | SE        |           |

## Démographie
L'évolution du nombre d'habitants est connue à travers les recensements de la population effectués dans la commune depuis 1793. À partir du 1er janvier 2009, les populations légales des communes sont publiées annuellement dans le cadre d'un recensement qui repose désormais sur une collecte d'information annuelle, concernant successivement tous les territoires communaux au cours d'une période de cinq ans. 
Pour les communes de moins de 10 000 habitants, une enquête de recensement portant sur toute la population est réalisée tous les cinq ans, les populations légales des années intermédiaires étant quant à elles estimées par interpolation ou extrapolation. Pour la commune, le premier recensement exhaustif entrant dans le cadre du nouveau dispositif a été réalisé en 2005,.
En 2021, la commune comptait 154 habitants, en évolution de −7,23 % par rapport à 2015 (Manche : +0,44 %, France hors Mayotte : +2,49 %).
Brectouville a compté jusqu'à 334 habitants en 1821.
| 1793 | 1800 | 1806 | 1821 | 1831 | 1836 | 1841 | 1846 | 1851 |
| ---- | ---- | ---- | ---- | ---- | ---- | ---- | ---- | ---- |
| 194  | 192  | 212  | 334  | 230  | 240  | 242  | 259  | 233  |

| 1856 | 1861 | 1866 | 1872 | 1876 | 1881 | 1886 | 1891 | 1896 |
| ---- | ---- | ---- | ---- | ---- | ---- | ---- | ---- | ---- |
| 212  | 174  | 166  | 167  | 155  | 153  | 161  | 178  | 177  |

| 1901 | 1906 | 1911 | 1921 | 1926 | 1931 | 1936 | 1946 | 1954 |
| ---- | ---- | ---- | ---- | ---- | ---- | ---- | ---- | ---- |
| 146  | 163  | 157  | 124  | 135  | 126  | 134  | 137  | 142  |

| 1962 | 1968 | 1975 | 1982 | 1990 | 1999 | 2005 | 2010 | 2015 |
| ---- | ---- | ---- | ---- | ---- | ---- | ---- | ---- | ---- |
| 123  | 125  | 122  | 149  | 169  | 157  | 147  | 167  | 166  |

| 2018 | - | - | - | - | - | - | - | - |
| ---- | - | - | - | - | - | - | - | - |
| 167  | - | - | - | - | - | - | - | - |

## Lieux et monuments
- Les roches de Ham, falaise de schiste présentant un aplomb vertigineux au-dessus de la Vire. De son sommet se dévoile un superbe panorama sur la vallée de la Vire.
- Église Saint-Pierre construite de 1754 à 1758, restaurée en 1850, cloches 1824 coulées par Grente à Hambye. Elle abrite les statues de sainte Barbe (XVIe), Vierge à l'Enfant (XVIIIe), saint Pierre (XVIIIe) et une verrière (XXe) de Mauméjean[10]. C'est Pierre Buisson, prêtre qui construisit l'église et le presbytère[10] (1755), qui a abrité pendant la Révolution deux curés réfractaires.
- If multiséculaire.
- Lavoirs des Ruettes et de la Roquette.

Pour mémoire
- Château siège d'une baronnie[19].

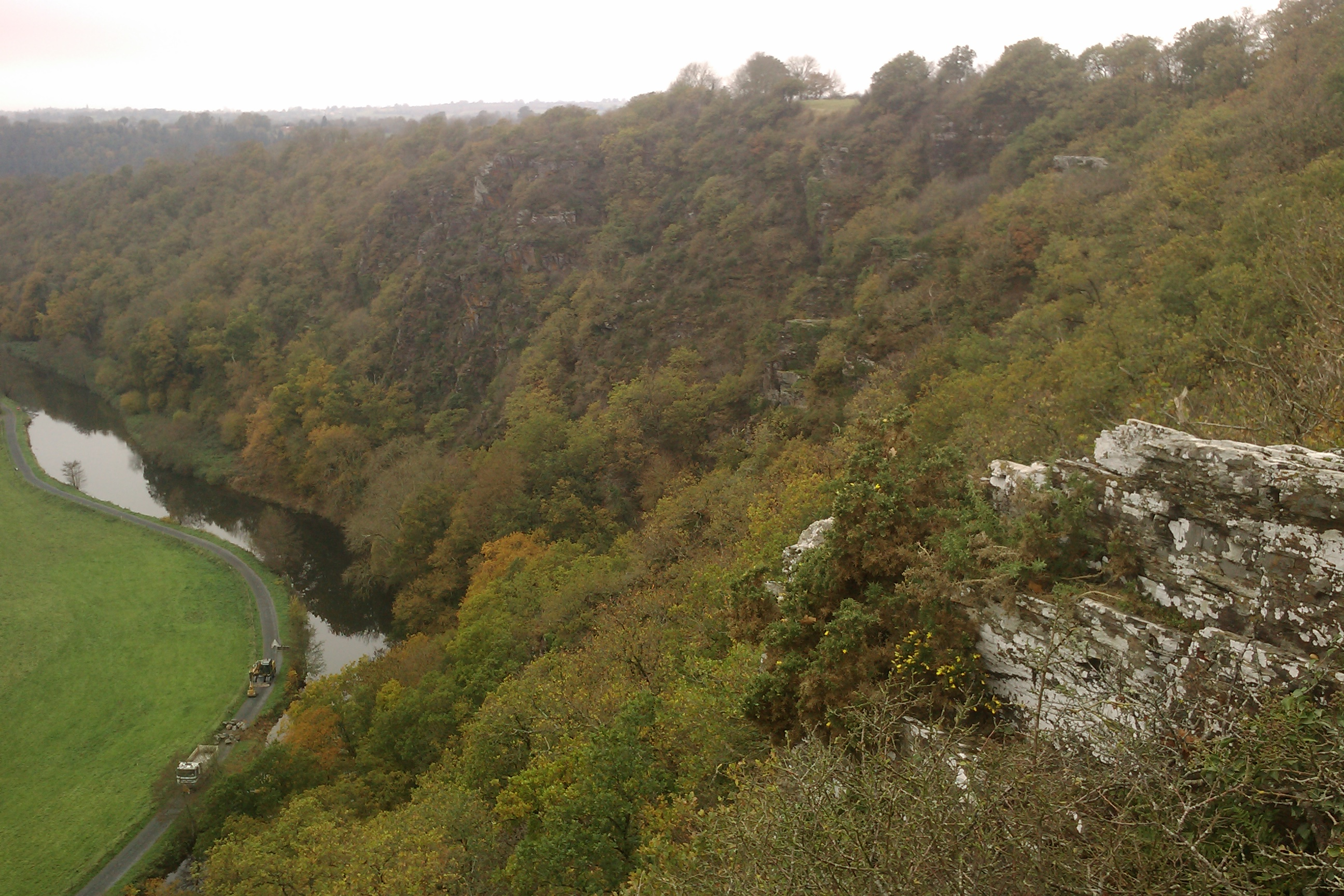
Les roches de Ham.
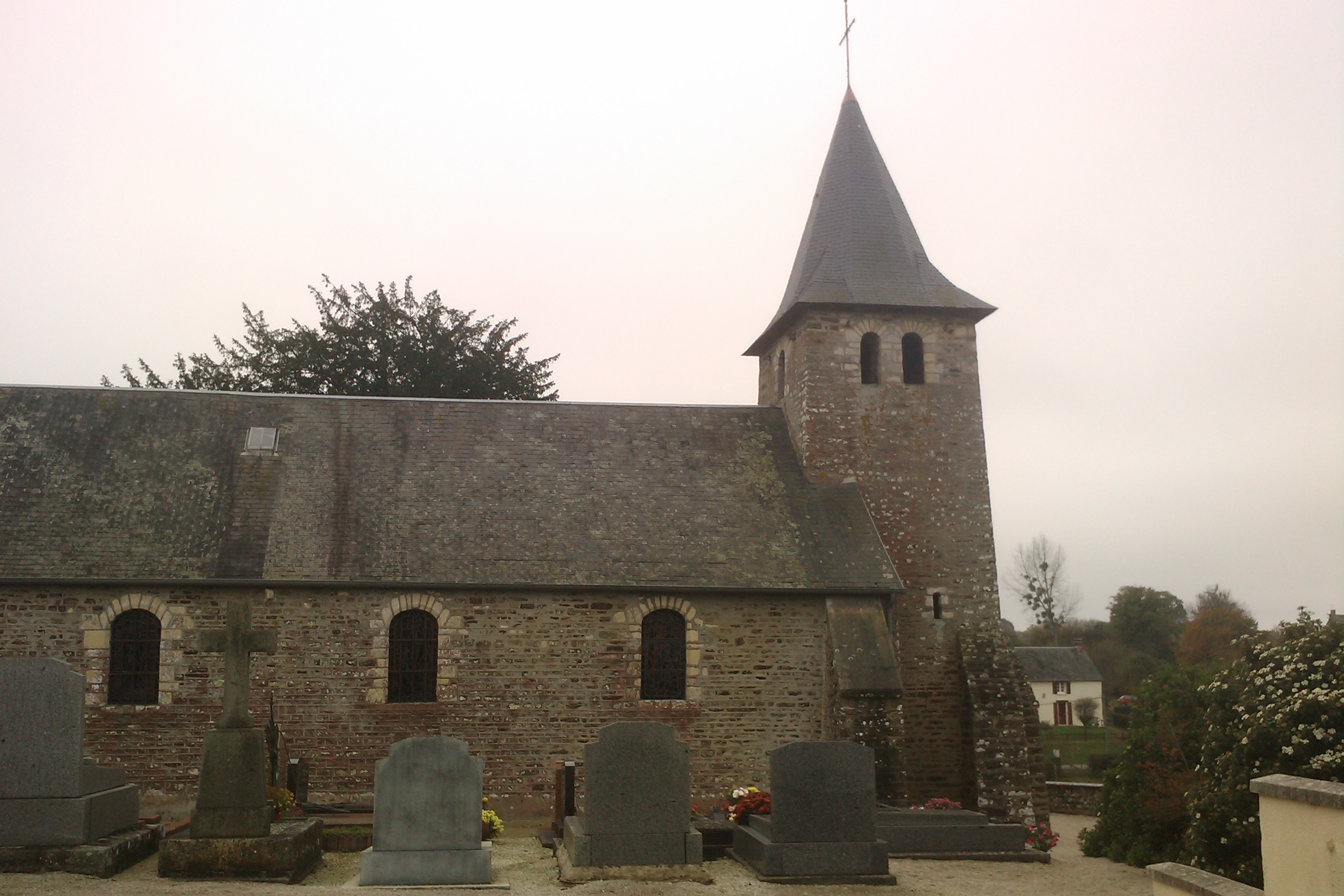
L'église Saint-Pierre.